# Kings & Queens (Ava Max)
Kings & Queens is de vijfde single van het album Heaven & Hell van de Amerikaanse zangeres Ava Max, uitgebracht op 12 maart 2020. Zowel de tekst als de videoclip dragen een feministische boodschap uit.
De single bereikte de 3e plek in de Nederlandse Top 40. In Israël, Letland, Litouwen, Polen, Tsjechië en Zwitserland bereikte het de nummer 1-positie.
De videoclip werd geregisseerd door Isaac Rentz en de manier waarop Ava wordt getoond was geïnspireerd op het karakter Daenerys Targaryen uit Game of Thrones.

## Hitnoteringen

### NPO Radio 2 Top 2000
Kings & Queens stond alleen in 2021 in de NPO Radio 2 Top 2000, op plek 1918.